# Tellico Plains
Tellico Plains, Talikwa (em lingua cherokee Talikwa) é uma cidade  localizada no estado norte-americano de Tennessee, no Condado de Monroe.

## Demografia
Segundo o censo norte-americano de 2000, a sua população era de 859 habitantes.
Em 2006, foi estimada uma população de 943, um aumento de 84 (9.8%).

## Geografia
De acordo com o United States Census Bureau tem uma área de
4,0 km², dos quais 4,0 km² cobertos por terra e 0,0 km² cobertos por água. Tellico Plains localiza-se a aproximadamente 267 m acima do nível do mar.

## Localidades na vizinhança
O diagrama seguinte representa as localidades num raio de 28 km ao redor de Tellico Plains.